# Sankt Märgen
St. Märgen är en kommun och ort i Landkreis Breisgau-Hochschwarzwald i regionen Südlicher Oberrhein i Regierungsbezirk Freiburg i förbundslandet Baden-Württemberg i Tyskland i Schwarzwald.  Kommunen har cirka 2 000 invånare.
Kommunen ingår i kommunalförbundet St. Peter tillsammans med  kommunerna Glottertal och St. Peter.